# Corona pontificale
La corona pontificale è un tipico copricapo liturgico in uso nelle chiese di rito bizantino, siano esse appartenenti alla Chiesa cattolica o ortodossa.
La corona pontificale è di foggia bulbosa e, al contrario della mitria, non è appannaggio solo dell'alto clero. In araldica essa viene utilizzata dai prelati orientali della chiesa cattolica per timbrare in proprio scudo come avviene per esempio con lo stemma dell'arcivescovo maggiore degli ucraini.